# Неупокоенная
«Неупокоенная» (англ. Dark Summer; дословно — «Тёмное лето») — американский фильм ужасов режиссёра Пола Солета, выпущенный компанией IFC Midnight 9 января 2015 года. В фильме снимались Кейр Гилкрист, Грейс Фиппс, Стелла Маив, Маэстро Харрелл и Питер Стормаре.
7 июля 2015 состоялся выход фильма на DVD и Blu-Ray.

## Сюжет
17-летний школьник Дэниел Остин (Кейр Гилкрист) был помещен под домашний арест за преследование своей одноклассницы Моны Уилсон (Грейс Фиппс) и взлом всех её учётных записей в социальных сетях. Согласно условиям его домашнего ареста, ему не разрешено водить в дом друзей без сопровождения взрослых, а также ему запрещён доступ к своему компьютеру (который был конфискован властями) и к Интернету. Его IP-адрес был помечен, чтобы предупредить власти, если он попытается получить доступ к каким-либо социальным сетям. Поскольку его мать уехала по делам, он дома один. Офицер по надзору Стоукс (Питер Стормаре), объясняет, что браслет на ноге Дэниела сработает, если он переступит порог лужайки перед домом. Если он не отступит в течение пяти секунд, его арестуют. Дэниел упоминает, что слышал, как кто-то, находясь под домашним арестом, отрезал ногу, чтобы снять браслет и сбежать в Мексику.
Несмотря на ограничения, наложенные на Дэниела, его друзья Эбби Феллер (Стелла Маив) и Кевин Даудл (Маэстро Харрелл) навещают его и приносят планшет, чтобы он мог получить доступ к Wi-Fi соседа и Skype своей матери. Когда трое разговаривают у бассейна, Дэниел объясняет, что его не интересовала Мона, но затем у него появилась навязчивая идея преследовать её.
Когда он собирается позвонить своей матери по Skype, вместо этого с ним связывается Эбби. После короткого разговора он получает входящий звонок в Skype от Моны, которая кончает жизнь самоубийством, выстрелив себе в голову.
После этого инцидента Дэниел становится параноиком и начинает видеть Мону в своём доме. Дэниел и его друзья пытаются провести спиритический сеанс, чтобы связаться с духом Моны. Идея состоит в том, что с помощью каждой ручки Мона будет общаться с ними. Вместо этого Дэниел и Кевин пронзают Эбби ручками через руку. Затем её поднимают и тащат через стену. После этого мы видим, что кровь из её раненой руки написана на стене как «Даниэль».
После ещё нескольких сверхъестественных событий Эбби и Кевин направляются в дом мертвой девушки. Они ищут личную вещь Моны, которую они могут использовать как часть ритуала, чтобы помочь ей перейти в загробную жизнь. Когда они приходят в дом, они находят потайную комнату за стеной, в которой хранится ряд странных артефактов и большое количество фотографий Дэниела; выходит, что это Мона преследовала Дэниела, а не наоборот. На одном из найденных предметов выгравирован странный символ. Дэниел узнает, что это такое, и использует имя символа в качестве пароля к облачной учётной записи Моны. Там он находит папку со своим именем, в которой находится заклинание.
Оказывается, Мона тайно была влюблена в Дэниела и долгое время одержимо преследовала его. Она околдовала Даниэля, чтобы он влюбился в неё. Это сработало, но он был слишком застенчив, чтобы связаться с ней, поэтому Мона использовала второе заклинание, чтобы её дух мог войти в тело Дэниела вместе с его собственным духом, чтобы они были вместе. Заклинание состоит из пяти шагов, первым из которых было самоубийство Моны. Они понимают, что, если Дэниел не выполнит все шаги, заклинание не сработает. Поэтому Эбби делает последний шаг, надеясь, что это разрушит чары. Однако Эбби уже невольно выполнила предыдущие шаги заклинания, поэтому выполнение последнего шага переносит дух Моны в её тело. Пока они убираются после неудавшегося сеанса, Мона, теперь владеющая телом Эбби, убивает Кевина и нокаутирует Дэниела. Связав его изолентой, она затем отрезает ногу Дэниела, чтобы она могла снять его браслет домашнего ареста и похитить так, чтобы об этом не узнала полиция. Когда Стоукс приходит на проверку, он видит отрубленную ногу на полу и думает, что Дэниел сбежал тем способом, который описывал в начале фильма.
В сцене после титров Эбби, находящаяся под властью духа Моны, уезжает из города вместе с раненным Дэниелом.

## В ролях
| Актёр           | Роль                      |
| --------------- | ------------------------- |
| Кейр Гилкрист   | Дэниел Остин              |
| Стелла Маив     | Эбби Феллер               |
| Маэстро Харрелл | Кевин Даудл               |
| Грейс Фиппс     | Мона Уилсон               |
| Петер Стормаре  | офицер-надзиратель Стоукс |

## Критика
На сайте Metacritic фильм получил рейтинг 31/100.